# Ковалёв, Роман Викторович
Роман Викторович Ковалёв (2 декабря 1907 года, Петровск-Порт, Российская империя — 1986 год, Новосибирск, СССР) — советский почвовед, директор Института почвоведения и агрохимии СО РАН (1968—1986).

## Биография
Родился 2 декабря 1907 года в Махачкале.
В 1930 году — окончил Горский сельскохозяйственный институт, а в 1936 году — аспирантуру при Ленинградском отделении Всесоюзного института удобрений и агрохимии.
В 1937 году — защитил кандидатскую диссертацию, тема: «Разложение органического вещества люцерны в зависимости от влажности в сероземах».
С 1938 по 1958 годы (с перерывом на военную службу) — работал в Институте почвоведения и агрохимии АН Азербайджанской ССР.
Участник Великой Отечественной войны, служил в армии с 1941 по 1946 годы (воевал на Крымском, Закавказском, Северо-Кавказском фронтах, а также в Иране), демобилизовался капитаном.
В 1958 году — переезжает в Новосибирск, где работает заведующим лабораторией, а затем отделом почвоведения Биологического института, а в марте 1961 года становится заместителем директора по научной работе.
В 1960 году — защитил докторскую диссертацию и в том же году был рекомендован директором-организатором Института почвоведения и агрохимии и являлся его директором с 1968 по 1986 годы.
Умер в 1986 году.

## Научная деятельность
Специалист в области изучения почв Сибири.
Вел исследование проблем почвоведения и агрохимии, непосредственно связанных с повышением плодородия почв, осуществлял научное руководство почвенных обследований огромных практически не изученных таёжных пространств Западной Сибири с целью поиска территорий, пригодных для сельскохозяйственного использования, а также проектирования трассы строящейся Байкало-Амурской магистрали.
Создатель научной школы сибирских почвоведов.
Член Президиума СО РАН и Объединённого ученого совета по биологическим наукам СО РАН, член редакционных советов журналов «Почвоведение» и «Известия Сибирского отделения АН СССР» (серия биологических наук).

## Награды
- 2 ордена Трудового Красного Знамени
- 3 ордена «Знак Почёта»
- Орден Отечественной войны II степени
- Медаль «За оборону Кавказа»
- Медаль «За боевые заслуги»
- Золотая медаль имени В. В. Докучаева (1984) — за серию работ по генезису, географии почв Западной Сибири и субтропическим почвам Закавказья, а также за двухтомную монографию по структуре, функционированию и эволюции системы биогеоценозов
- медали и почётные грамоты Президиума Верховного Совета РСФСР и Академии наук СССР